# يوليوس هوفمان
يوليوس هوفمان (بالإنجليزية: Julius Hoffman)‏ هو قاضي ومحامي أمريكي، ولد في 7 يوليو 1895، وتوفي في 1 يوليو 1983.

## وصلات خارجية
- يوليوس هوفمان على موقع الموسوعة البريطانية (الإنجليزية)